# Vương Lực Hoành

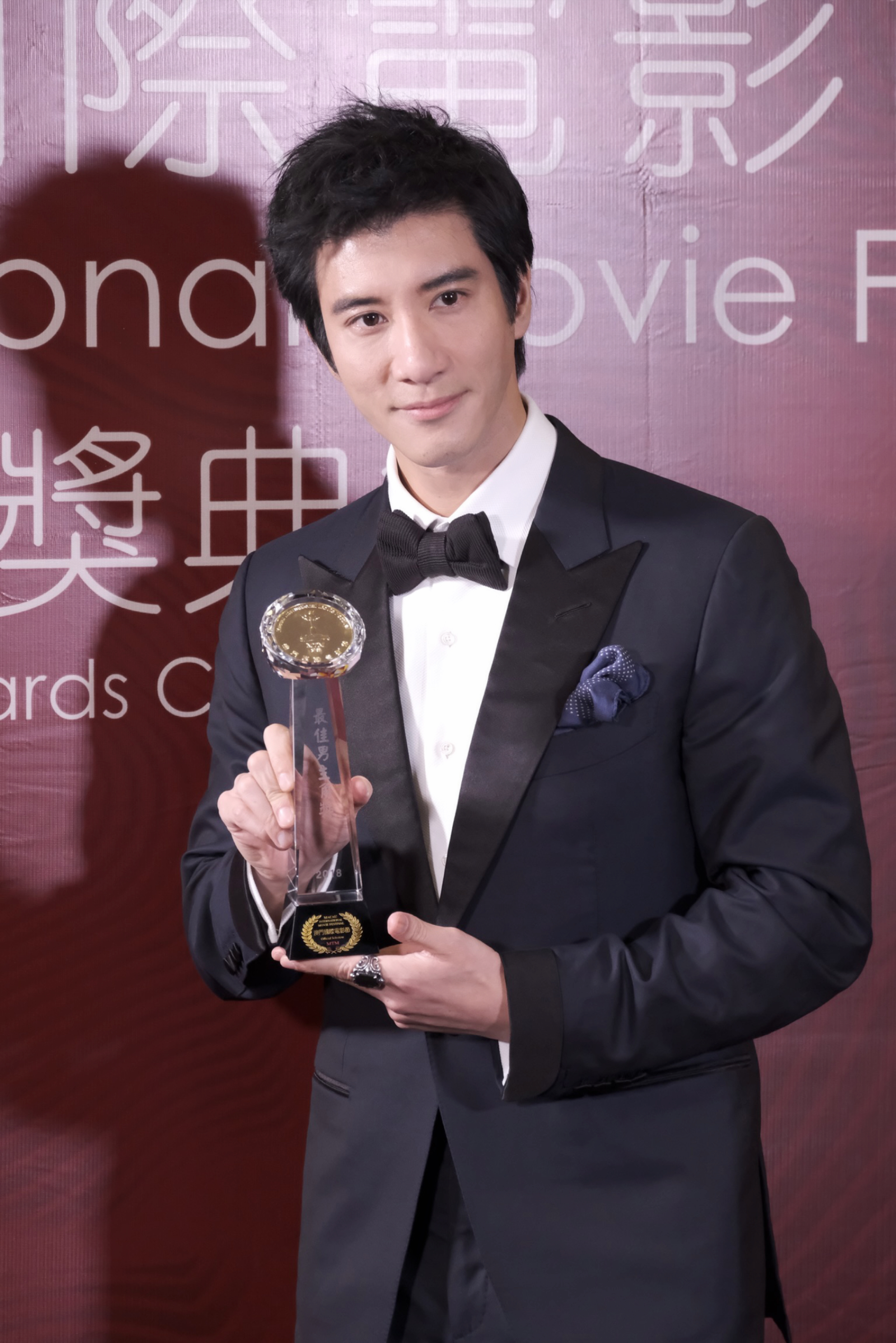
Vương Lực Hoành tại Liên hoan Phim & Truyền hình Quốc tế Ma Cao 2018 với Giải Bông sen vàng cho Nam diễn viên chính xuất sắc nhất

Vương Lực Hoành (sinh ngày 17 tháng 5 năm 1976) là nam ca sĩ, nhạc sĩ người Mỹ gốc Đài Loan từng 4 lần đoạt giải thưởng Golden Melody Award và là diễn viên thành công ở Đài Loan, Trung Quốc cũng như toàn châu Á.
Anh hiện nay thuộc quyền quản lý của công ty Sony BMG. Từ khi khời nghiệp ca hát vào năm 1995, anh đã có 25 albums, bán ra gần 13.000.000 bản. Doanh số phát hành album ghi âm liveshow của anh Heroes of Earth 2006 Concert vào tháng 3.2006 đã phá vỡ 6 kỉ lục quốc gia. Gần đây, vai diễn của anh trong phim Lust, Caution của đạo diễn Lý An cũng thu hút được nhiều sự chú ý.

## Tiểu sử
Vương Lực Hoành sinh ra tại Rochester, New York. Cha anh là bác sĩ nhi khoa đã cùng mẹ anh chuyển tới Mỹ để nghiên cứu vào đầu những năm 1960. Bị ảnh hưởng từ người anh trai, Leo Wang từng theo học violin từ năm lên 7, Vương Lực Hoành bắt đầu bộc lộ sở thích âm nhạc từ năm lên 3. Anh từng xin mẹ cho học chơi violin cùng với anh của mình nhưng mẹ anh không đồng ý với lý do khi ấy anh còn quá  nhỏ. Năm lên 6, mẹ đã cho anh theo học các lớp violin để biểu diễn cùng với anh trai. Lớn lên anh theo học piano đồng thời tự học ghi-ta. Anh cũng từng đi làm thêm để có thể tự mua một bộ trống cũ.
Vương Lực Hoành theo học Jefferson Road Elementary School, Pittsford Middle School và Pittsford Sutherland High School tại Pittsford, New York. Với niềm say mê âm nhạc, anh theo học Williams College ngành âm nhạc và nghiên cứu Đông Á.. Anh còn tiếp tục tham gia 2 học kì tại Berklee College of Music khi đang học về sáng tác và đàn piano jazz.
Năm 1995 anh ký hợp đồng thu âm chuyên nghiệp khi đang ở Đài Loan thăm ông bà. Từ đó, Wang đã trở thành một trong những nhạc sĩ góp phần đổi mới ngành công nghiệp âm nhạc của Trung Quốc. Anh hoạt động trong mọi lĩnh vực từ sáng tác, sản xuất, viết lời đến đạo diễn videoclip nhạc của chính mình.
Mặc dù chỉ mới học tiếng Hoa từ năm 18 tuổi, Wang hiện đã tự viết lời Hoa cho nhiều ca khúc của mình. Anh có thể chơi được rất nhiều nhạc cụ âm nhạc. Anh từng biểu diễn piano, violin, trống, guitar, bass, vibraphone, hảrmonica, đàn nhị, đàn nguyệt, đàn tranh, sáo, và nhiều nhạc cụ khác trong album cũng như liveshow của mình. Anh thậm chí còn từng được mời làm nhạc trưởng cho dàn nhạc giao hưởng nổi tiếng Hong Kong Philharmonic và trở thành ca sĩ nhạc pop đầu tiên của châu Á có vinh dự này.
Có được nền tảng và kinh nghiệm trong âm nhạc thúc đẩy Wang thử sức với nhiều thể loại âm nhạc và tiếp tục tạo ra âm nhạc của chính mình, đó là sự kết hợp giữa âm nhạc truyền thống và hiện đại.

## Danh sách đĩa hát
- Love Rival Beethoven (1995)
- If You Heard My Song (1996)
- Missing You (1996)
- White Paper (1997)
- Revolution (1998)
- Impossible to Miss You (1999)
- Forever's First Day (2000)
- The One and Only (2001)
- Unbelievable (2003)
- Shangri-La (2004)
- Heroes of Earth (2005)
- Change Me (2007)
- Heart Beat (2008)
- The 18 Martial Arts (2010)
- Your Love (2014)
- A.I (2017)

## Danh sách phim
| Năm  | Tựa đề                          | Vai           | Ghi chú       |
| ---- | ------------------------------- | ------------- | ------------- |
| 1999 | The Iron Giant                  | Dean McCoppin | Lồng tiếng    |
| 2000 | China Strike Force              | Alex Cheung   |               |
| 2000 | Ashes to Ashes: Against Smoking | Dave          |               |
| 2001 | The Avenging Fist               | Nova          |               |
| 2003 | Moon Child                      | Con trai      |               |
| 2005 | Starlit High Noon               | Lian Song     |               |
| 2007 | Lust, Caution                   | Kuang Yumin   |               |
| 2010 | Little Big Soldier              | Big General   |               |
| 2010 | Love In Disguise                | Du Minghan    | also director |
| 2011 | Founding of a Party             | Luo Jialun    |               |
| 2013 | Wu Wen Xi Dong                  |               |               |
| 2013 | My Lucky Star                   |               |               |
| 2014 | Blackhat                        | Chen Da Wei   |               |

## Giải thưởng

### 1996
- Best New Artist of 1996, The People's Daily Newspaper, Taiwan
- Best New Artist of 1996, Push Magazine, Taiwan

1998 
- Top 20 of 1998, Channel V: "Revolution 公轉自轉"
- Ten Best Albums of the Year, News Media Group, Malaysia: Revolution
- Ten Best Albums of the Year, Chinese Musicians' Association, Taiwan: Revolution; 十大年度專輯, 中華音樂人交流協會, 公轉自轉

1999 
- Best Producer of the Year, Golden Melody Awards, Taiwan: Revolution; 最佳專輯製作人, 台灣金曲獎, 公轉自轉
- Best Male Vocalist of the Year, Golden Melody Awards, Taiwan: Revolution; 最佳男演唱人, 台灣金曲獎, 公轉自轉
- Best Producer of the Year, Golden Melody Awards, Singapore: Revolution; 最佳專輯製作人, 新加坡金曲獎, 公轉自轉

2000 
- Best New Male Artist, HK Radio Station
- Top 20 of 1999, Channel V: "Julia"
- Ten Best Albums of the Year, Chinese Musicians' Association: Impossible to Miss You; 十大優良專輯, 中華音樂人交流協會, 不可能錯過妳
- Top Ten Songs of the Year, Chinese Musicians' Association: "Crying Palm"; 十大優良單曲, 中華音樂人交流協會, "流淚手心"
- Best Male Vocalist, MTV Asia
- Best Composer of the Year, Golden Melody Awards, Malaysia; 最佳專輯製作人, 馬來西亞金曲獎
- Best Male Vocalist of the Year, Golden Melody Awards, Malaysia; 最佳男演唱人, 馬來西亞金曲獎

### 2001
- Top 20 of 2000, Channel V: "Forever's First Day 永遠的第一天"
- Best Singer-Songwriter, Channel V; 最佳創作歌手
- Best Song, MTV Asia: "The One and Only 唯一"
- Best Song of the Year, CCTV-MTV Asia: "Descendent of the Dragon" (龍的傳人)
- Best Composer-Artist, Golden Melody Awards, Malaysia; 最佳創作歌手, 馬來西亞金曲獎
- Best Producer of the Year, Golden Melody Awards, Malaysia; 最佳專輯製作人, 馬來西亞金曲獎, 唯一
- Top Ten Songs, Golden Melody Awards, Malaysia: "The One and Only"; 十大金曲, 馬來西亞金曲獎, 唯一

### 2002
- Best Male Vocalist, CCTV-MTV Asia
- Top 20 Songs, CCTV-MTV Asia: "The One and Only" (唯一)
- Best Composer-Artist, Golden Melody Awards, Malaysia; 最佳創作歌手, 馬來西亞金曲獎
- Best Lyricist, Golden Melody Awards, Malaysia; 最佳作詞人, 馬來西亞金曲獎

### 2003
- Most Popular Male Singer, HITO Pop Music Awards, Taiwan
- Best Song of the Year, HITO Pop Music Awards, Taiwan: "W-H-Y"
- Best Music Video, Channel V: "You and I Don't Make Us" (兩個人不等於我們)
- Top Ten Songs of the Year, Chinese Musicians' Association: "Love, Love, Love"; 十大優良單曲, 中華音樂人交流協會, "Love, Love, Love"
- Top Ten Albums of the Year, Chinese Musicians' Association: Unbelievable; 十大優良專輯, 中華音樂人交流協會, 不可思議
- Top Ten Albums of the Year, China Times: Unbelievable; 年度十大國語專輯, 中國時報, 不可思議
- Media's Choice Artist, Channel V
- Top Fashion Trendsetter, Cosmopolitan, China
- Top Ten Songs of the Year, HiTFM, "You Are Not There" and "The One and Only" (Japanese version); 十大金曲 Hit Fm「百首單曲票選活動」, "妳不在", "唯一" (日文版)

### 2004
- Best Male Singer Award, Channel V; 最佳男歌手獎, 第十屆全球華語榜中榜
- Best Producer of the Year, Golden Melody Awards, Taiwan: Unbelievable; 最佳專輯製作人, 台灣金曲獎, 不可思議
- Ten Best Albums of the Year, 十大優秀個人專輯, 新浪卓越2003年文化風雲榜, 不可思議
- Most Popular Asian Male Singer, Golden Melody Awards, Singapore; 亚太最受推崇男歌手, 新加坡金曲獎

Ｔhe Best Songs of the Year, Golden Melody Awards, Singapore: "Love Is Everywhere"; 十大金曲, 新加坡金曲獎 "爱无所不在" 
10佳入耳最炫專輯, 东西南北大学生炫歌榜, 不可思議 
- Favorite Asian Artist, Channel V, Thailand

### 2005
- Top Ten Best Selling Album, IFPI HK; 香港十大銷售國語唱片「IFPI 唱片銷售」
- Most Well-Rounded Artist Award, Voice of Taipei; 「十全十美全方位藝人獎」台北之音
- Top Ten Singles 2004, Shangri-la, Musicman Association Taiwan; 2004年十大單曲 心中的日月, 中華音樂人交流協會
- Most Popular Song in HK "Forever Love"; 最受歡迎歌曲獎「Forever Love」, 香港勁歌金曲季選
- Most Popular Singer. Taiwan, CCTV-MTV Award; 台灣區最佳男歌手, 第七屆【CCTV-MTV音樂盛典】
- Best Asian Male Artist, 2004-2005 Asian Billboard, 亞洲最佳男歌手藝人, 2004-2005 亞太音樂榜
- Top Ten Singles, "Shangri-la", 2004-2005 Asian Billboard; 十大中文金曲「心中的日月」 2004-2005 亞太音樂榜
- Top Ten Singles, "Shangri-la", 2005 TVBS-G Mandarin Singles; 10大華語金曲「心中的日月」2005 華語金曲榜
- Most Popular Male Singer, Global Billboard Award for Mandarin Songs; 最受歡迎男歌手, 第五屆『全球華語歌曲排行榜』
- Best Composer Award, "Forever Love",Global Billboard Award for Mandarin Songs; 最佳作曲「Forever Love」, 第五屆『全球華語歌曲排行榜』
- Top 25 Singles, " Shangri-la", Global Billboard Award for Mandarin Songs; 25大金曲「心中的日月」, 第五屆『全球華語歌曲排行榜』
- Top Ten Singles in Taiwan, "Shangri la",South East Asia Bill Board Award; 台灣地區十大金曲『心中的日月』, 第3屆《東南勁爆音樂榜》
- Most Popular Male Artist Award, Taiwan, Golden Melody Award/Singapore, 亞太區域─(台灣)最受歡迎男歌手獎『 新加坡金曲獎2005』
- Best Produced Song, "Forever Love" (TVB Golden Song Award),『Forever Love』最佳歌曲監製, 2005 年度TVB金曲榜
- Number 1 of Top 100, "Forever Love", UFO Radio Station Vote; 『Forever Love』華語播歌、銷售及票選總成績之堠??, 飛碟聯播網「2005 UFO Top 100 幽浮勁碟年終榜」

### 2006
- Best Song of the Year, "Shangri-la", Channel V Award, 「心中的日月」年度最佳歌曲『Channel V』第12屆全球華語音樂榜中榜。
- Best Male Vocalist Award, Hito Radio; Hito男歌手獎『2006 Hito 流行音樂頒獎典禮』
- Best Music Arrangement "Shangri-la", Hito Radio; Hito 最佳編曲『2006 Hito 流行音樂頒獎典禮』
- Most Popular Composer Artist, Hito Radio; 票選最受歡迎創作歌手, 『2006 Hito 流行音樂頒獎典禮』
- Top Ten Singles, "Shangri-la", Hito Radio, 十大華語歌曲「心中的日月」, 『2006 Hito 流行音樂頒獎典禮』
- Top Ten Singles, "A Simple Song", KKBOX Online Music Billboard; 年度十大單曲「ㄧ首簡單的歌」《2005 KKBOX 線上音樂風雲榜》
- Top Ten Albums, "Shangri-la", KKBOX Online Music Billboard; 年度十大專輯 心中的日月《2005 KKBOX 線上音樂風雲榜》
- Most Hit Award, "Shangri-la", KKBOX Online Music Billboard; 年度爆量大賞【心中的日月】《2005 KKBOX 線上音樂風雲榜》
- Top Ten Artists, KKBOX Online Music Billboard; 年度十大藝人《2005 KKBOX 線上音樂風雲榜》
- Best Male Vocalist, HK/TW, Music Radio China; 港台最佳男歌手《2005 Music Radio中國TOP排行榜》
- Best Producer, HK/TW, Music Radio China; 港台最佳製作人「花田錯」《2005 Music Radio 中國TOP排行榜》
- Best Music Arrangement, HK/TW "Hua Tian Cuo"; 港台年度最佳編曲「花田錯」《2005 Music Radio 中國TOP排行榜》
- Most Popular Mandarin Song, HK Golden Melody 1stQ; 最受歡迎華語歌曲獎「Kiss good bye」香港「2006勁歌金曲優秀選第一回㠠??
- Most Popular Male Vocalist, Taiwan《MTV ASIA AWARDS》; 台灣最受歡迎歌手獎《MTV ASIA AWARDS》
- Best Male Vocalist, Golden Melody Award, 最佳國語流行音樂男演唱人, 台灣金曲獎 (第17屆)

### 2007
- Most Popular Male Vocalist HK/TW, 13th Global Mandarin Music Award; 港台地區最受歡迎男歌手獎, 第13屆全球華語音樂榜
- Best Composer Artist HK/TW, 13th Global Mandarin Music Award; 港台地區最佳創作歌手獎, 第13屆全球華語音樂榜
- Top Ten Albums of 2006 "Heroes of the Earth", KKBOX Online Music Billboard; 年度10大專輯 蓋世英雄, 第二屆 2006 KKBOX 數位音樂風雲榜
- Top 20 Singles of 2006 "Kiss Goodbye" KKBOX Online Music Billboard; 年度20大單曲「Kiss Goodbye」第二屆 2006 KKBOX 數位音樂風雲榜
- Most Selected Song "Kiss Goodbye" UFORadio/KKBOX; 傳媒點播人氣獎：「Kiss Goodbye」第二屆 2006 KKBOX 數位音樂風雲榜
- Best Male Vocalist, Hito Radio; Hito 男歌手, 2007 Hito 流行音樂獎
- Longest #1 Album listed "Heroes of the Earth", Hito Radio, Hito 蟬連冠軍最久專輯─蓋世英雄, 2007 Hito 流行音樂獎
- Top Ten Songs of 2006 "Kiss Goodbye"; Hito 年度十大金曲「Kiss Goodbye」, 2007 Hito 流行音樂獎
- Ten Best Selling Albums "Heroes of the Earth" IFPI HK; 十大銷量國語唱片獎, 蓋世英雄 專輯, IFPI香港唱片銷量大獎
- Ten Best Selling Albums "Heroes of the Earth concert DVD", IFPI HK; 十大銷量國語唱片獎 蓋世英雄演唱會DVD IFPI香港唱片銷量大獎